# Carataunas
Carataunas és un municipi situat en la part central de la Alpujarra (província de Granada), a uns 65 km de la capital provincial.
Aquesta localitat limita amb els municipis de Cáñar, Soportújar, Pampaneira i Órgiva. Aquest poble és el més petit en superfície i el tercer menys poblat de la comarca, després de Lobras i Juviles.
Comprèn els nuclis de població de Carataunas i de Las Cañadillas, més conegut com a Padre Eterno.